# نهر دلر
نهر دلر أو وادي دلر هو نهر يقع في جنوب إسبانيا في حوض الوادي الكبير ، ويمر بالكامل عبر أراضي مركز مقاطعة غرناطة.